# 케빈 시스트롬
케빈 요크 시스트롬(영어: Kevin York Systrom, 1983년 12월 30일 ~ )은 미국의 기업인이자 프로그래머이다. 마이크 크리거와 함께 인스타그램을 만든 것으로 잘 알려져 있다.